# ゲイリー・コービー
ゲイリー・コービー（Gary Corby、1963年 - ）は、オーストラリアの作家で、古代ギリシアを舞台とした歴史ミステリー作品で知られる。
コービーの小説は、当時の歴史上の人物を登場させるもので、特にソクラテス、ペリクレス、巫女マンティネイアのディオティマがしばしば作中に登場する。一連の作品を通して主人公となっているのは、ニコラオス (Nicolaos) という架空の探偵、エージェントであり、また、ヒロインはディオティマである。

## 著作

### アテナイ・ミステリー・シリーズ
1. The Pericles Commission (2010)
2. The Ionia Sanction (2011)
3. Sacred Games (2013)
4. The Marathon Conspiracy (2014)
5. Death ex Machina (2015)[1]

## 受賞・候補作
- 『The Pericles Commission』は、2010年のネッド・ケリー賞 (Ned Kelly Awards) の最優秀デビュー長編賞候補作品になった[2][リンク切れ]。
- 短編『The Pasion Contract』が、2008年のアーサー・コナン・ドイル賞 (Arthur Conan Doyle Prize) の歴史ミステリー部門新作賞を受賞した[3]。